# アルブレヒト3世 (オーストリア公)
アルブレヒト3世（Albrecht III., 1349年9月9日 - 1395年8月29日）は、ハプスブルク家のオーストリア公（在位：1365年 - 1395年）。アルブレヒト2世とその妻ヨハンナ・フォン・プフィルトの間の三男で、長兄ルドルフ4世と次兄フリードリヒ3世の死後に、弟レオポルト3世と共に所領を相続した。
1366年に神聖ローマ皇帝カール4世の娘でルドルフ4世の妻カタリーナの異母妹に当たるエリーザベト（1358年 - 1373年）と結婚したが、子を生さないままエリーザベトは早世した。次いでニュルンベルク城伯フリードリヒ5世の娘ベアトリクス（1355年 - 1414年）と結婚し、1男アルブレヒト4世をもうけた。